# Phenelzin
Phenelzin ist ein nicht-selektiver, irreversibler Monoaminooxidase-Hemmer (MAO-Hemmer) der Hydrazin-Klasse. Er wird als Antidepressivum und Anxiolytikum eingesetzt. Zusammen mit Tranylcypromin und Isocarboxazid ist Phenelzin einer der wenigen nicht-selektiven MAO-Hemmer.
In Deutschland, Österreich und in der Schweiz ist Phenelzin derzeit nicht erhältlich. Der Wirkstoff kann jedoch über internationale Apotheken bezogen werden.

## Anwendungsgebiete
Phenelzin wird vor allem bei depressiven Störungen eingesetzt. Patienten mit „atypisch“, „nicht-endogener“ und/oder „neurotisch“ depressiver Symptomatik reagieren besonders gut auf Phenelzin. Das Medikament wird auch erfolgreich bei Patienten eingesetzt, die auf konventionelle Antidepressiva nicht ansprechen oder sich als „behandlungsresistent“ erwiesen haben.
Neben der Behandlung der Major-Depression, wird es auch erfolgreich bei der Behandlung der Dysthymie, bipolaren Depressionen, Panikstörung, soziale Phobie, Bulimie und posttraumatischen Belastungsstörungen (PTSD) angewendet.

## Wirkungsweise
Phenelzin ist ein nicht-selektiver und irreversibler Inhibitor des Enzyms Monoamin-Oxidase (MAO). Es hemmt sowohl der jeweiligen Isoformen von MAO, MAO-A und MAO-B, und zwar fast gleich, mit leichter Präferenz für die erstere. Durch die Hemmung verhindert Phenelzin den Abbau der Monoamin-Neurotransmitter Serotonin, Melatonin, Noradrenalin, Adrenalin und Dopamin, sowie die Neuromodulatoren Phenylethylamin, Tyramin, Octopamin und Tryptamin. Dies führt zu einer Erhöhung der extrazellulären Konzentrationen der jeweiligen Botenstoffe.

## Wechselwirkungen
Die Kombination mit Sympathomimetika (Ephedrin, Amphetamin), Reserpin führt zu unkontrollierter Wirkungsverstärkung mit der Gefahr der Bluthochdruckkrise. Tyraminhaltige Nahrungsmittel (gereifter Käse, Rotwein etc.) können hypertensive Krisen auslösen (tyraminarme Diät notwendig). Es kann zur Ausbildung eines Serotonin-Syndroms in der Kombinationstherapie mit bestimmten Medikamenten, welche die Serotonin-Aktivität erhöhen (Selektive Serotonin-Wiederaufnahmehemmer, Venlafaxin, trizyklische Antidepressiva, 5-HT1-Agonisten), kommen.
Über die Wechselwirkungen von irreversiblen MAO-Hemmern mit Narkosemitteln wurde in einzelnen Fällen berichtet (instabiler Kreislauf, komatöse Zustände). Für fast alle Opiod-Präparate wird allgemein die gleichzeitige Anwendung mit MAO-Hemmern als eine Kontraindikation beschrieben. Zwischen der Anwendung von MAO-Hemmern und Opioiden sollten mindestens 14 Tage liegen. Besondere Vorsicht ist bei Tramadol, Pethidin, Fentanyl aber auch Dextromethorphan gegeben.
Unter Einnahme von Phenelzin kann ein Vitamin B6 Mangel auftreten. Phenelzin und deren Metaboliten (Phenylethylidenhydrazin) reagieren mit Vitamin B6 zu einem biologisch inerten Metaboliten. Aus diesem Grund ist eine Supplementierung mit Vitamin B6 in Form von Pyridoxin unter Einnahme von Phenelzin empfohlen.

## Unerwünschte Nebenwirkungen
Als häufige Nebenwirkungen können Schwindel, Sehstörungen, Mundtrockenheit, Kopfschmerzen, Lethargie, Sedierung, Somnolenz, Schlaflosigkeit, Appetitlosigkeit, Gewichtszunahme oder -verlust, Übelkeit und Erbrechen, Durchfall, Verstopfung, Harnverhalt, Mydriasis, Muskelzittern, Hyperthermie und Schwitzen, Bluthochdruck oder Hypotonie, orthostatische Hypotonie, Parästhesien, Hepatitis und sexuelle Dysfunktion auftreten. Als seltene Nebenwirkungen sind Hypomanie oder Manie, Psychosen und akutes Leberversagen beschrieben.

## Handelsnamen
Monopräparate
Nardil (USA), Nardelzine (GB, ES, BE)